# Matelea stenopetala
Matelea stenopetala là một loài thực vật có hoa trong họ La bố ma. Loài này được Sandwith mô tả khoa học đầu tiên năm 1931.